# Flugunfall der Taiwan Airlines vor Lan Yu 1983
Der Flugunfall der Taiwan Airlines vor Lan Yu 1983 ereignete sich am 28. September 1983. An diesem Tag stürzte eine Britten-Norman BN-2 Islander, mit der ein Inlandslinienflug der taiwanesischen Regionalfluggesellschaft Taiwan Airlines von Taitung nach Lan Yu durchgeführt wurde, im Endanflug auf den Zielflughafen ins Meer. Bei dem Unfall kamen alle zehn Personen an Bord ums Leben.

## Flugzeug
Bei der betroffenen Maschine handelte es sich um eine 1976 gebaute Britten-Norman BN-2 Islander mit der Werknummer 518. Der Erstflug der Maschine war am 13. Mai 1976 mit dem Kennzeichen G-BDUU erfolgt, am 8. Juli 1976 erhielt die Fairoaks Aviation Services die Maschine. Im November 1976 wurde die Maschine an die Taiwan Airlines ausgeliefert, die sie mit dem Luftfahrzeugkennzeichen B-11109 zuließ. Das zweimotorige Zubringerflugzeug war mit zwei Flugmotoren des Typs Lycoming O-540-E4C5 ausgestattet.

## Passagiere und Besatzung
Den Inlandslinienflug von Taitung nach Lan Yu hatten neun Passagiere angetreten. Es befand sich ein einzelner Pilot an Bord der Maschine. Auf dem Kurzstreckenflug waren weder ein zweiter Pilot noch Flugbegleiter vorgesehen.

## Unfallhergang
Die auf dem Flughafen Taitung gestartete Maschine befand sich unter widrigen Wetterverhältnissen im Anflug auf die Orchideeninsel (Lan Yu), als der Pilot die Kontrolle über die Islander verlor. Das Flugzeug stürzte einige Kilometer vor der Küste ins Meer, wobei alle zehn Insassen getötet wurden.